# Pursuit (Roman)
Pursuit ist ein 1978 erschienener Roman des US-amerikanischen Schriftstellers Robert L. Fish. Es liegt keine deutsche Übersetzung vor.
Fish greift hier eine von ihm mehrfach verwendete Thematik auf: Das Schicksal von ehemaligen Nazis, die sich nach Ende des Zweiten Weltkrieges im Ausland abgesetzt haben. Pursuit ist Romanvorlage für die vierteilige britische Fernsehserie Twisted Fate.

## Handlung
Der SS-Obersturmbannführer Helmut von Schraeder, der die militärische Niederlage Deutschlands vorausahnt, setzt Ende 1944 einen perfiden Plan in die Praxis um: Er nimmt die Identität eines toten Juden an, um sich einer strafrechtlichen Verantwortung zu entziehen. Als letzte Amtshandlung weist er sich selbst in ein als relativ human geltendes französisches Konzentrationslager ein, um dort in aller Ruhe auf die Befreiung durch die heranrückenden Amerikaner zu warten. Zu seinem Entsetzen hält der Gefangenentransport aber auf freier Strecke und fährt dann in Richtung Osten zurück. Neues Ziel ist Buchenwald. Ein verzweifelter Überlebenskampf beginnt.
Von Schrader alias Daniel Grossman überlebt und schließt sich nach der Befreiung einer kleinen Gruppe von jüdischen Mithäftlingen an, die über Italien nach Palästina auswandern möchte. Sein Plan, sich unterwegs abzusetzen, scheitert aufgrund einer schweren Erkrankung. Seine Weggenossen schleppen den fast Bewusstlosen auf ein Passagierschiff, das sie in den Nahen Osten bringen soll. Erst auf hoher See kommt er wieder zu sich.
Ein britisches Patrouillenboot versucht in Haifa die Landung der illegalen Einwanderer zu verhindern. Es kommt zu einem Schusswechsel, bei dem von Schraeder/Grossman in Notwehr einen britischen Soldaten erschießt. Als Terrorist verfolgt und in Abwesenheit zum Tode verurteilt, flüchtet er sich in ein Kibbuz. Ein Verlassen des Landes ist zu riskant. Grossman sitzt für Jahre im verhassten Israel fest, ständig in Angst, erkannt zu werden.
Er verliebt sich in eine junge Jüdin. Das Paar heiratet und bekommt einen Sohn. Der Kibbuz ist häufigen arabischen Angriffen ausgesetzt. Da Grossman als einer von wenigen über militärische Erfahrung verfügt, nimmt er in der Gemeinschaft schnell eine führende Rolle ein. Später macht er in der neu gegründeten israelischen Armee eine steile Karriere. Kurz vor der Beförderung zum Generalstabschef wird er schließlich von seinem eigenen Sohn entlarvt.